# Daily Operation
Albums de Gang Starr
Step in the Arena
(1991) Hard to Earn
(1994)
Singles
1. Take It Personal
Sortie : 1992
2. Ex Girl to Next Girl
Sortie : 1992

Daily Operation est le troisième album studio de Gang Starr, sorti le 5 mai 1992.
Cet album est probablement le plus jazzy du groupe. Les mélodies sont très travaillées et cet album marque une véritable consécration pour le groupe. C'est le premier album du groupe qui a été enregistré au célèbre D&D Studios, qui verra DJ Premier et Guru enregistrer bon nombre de leurs chansons. C'est également le premier album du duo qui comporte une collaboration (Lil Dap (Group Home) et Jeru the Damaja sur I'm the Man).
Daily Operation s'est classé 14e au Top R&B/Hip-Hop Albums et 65e au Billboard 200.
En 1998, le magazine The Source l'a classé parmi ses « 100 meilleurs albums de rap ».

## Liste des titres
| No  | Titre                                               | Contient un (des) sample(s) de | Durée |
| --- | --------------------------------------------------- | --- | ----- |
| 1.  | Daily Operation (Intro)                             | Black Cat de Motherlode | 0:27  |
| 2.  | The Place where We Dwell                            | Fun du Cannonball Adderley Quintet Go Stetsa I de Stetsasonic Small Time Hustler des Dismasters Brooklyn's in the House de Cutmaster D.C. I Cram to Understand U de C Lyte                                                       | 2:27  |
| 3.  | Flip the Script                                     | El Shabazz de LL Cool J Lock It in the Pocket de Grover Washington, Jr. | 4:02  |
| 4.  | Ex Girl to Next Girl                                | Criminal Minded des Boogie Down Productions Funk It Up de Caesar Frazier | 4:40  |
| 5.  | Soliloquy of Chaos                                  | Misdemeanor d'Ahmad Jamal Strictly Business d'EPMD | 3:13  |
| 6.  | I'm the Man (featuring Jeru the Damaja et Lil' Dap) | II B.S. de Charles Mingus Gambler's Life de Johnny Hammond Uphill Peace of Mind de Kid Dynamite White Lightning (I Mean Moonshine) de James Brown P.S.K. - What Does It Mean? de Schoolly D When the World's at Peace des O'Jays | 4:05  |
| 7.  | '92 Interlude                                       | Young, Gifted and Black d'Aretha Franklin | 0:28  |
| 8.  | Take it Personal                                    | It's a New Day de Skull Snaps Step to the Rear de Brand Nubian I Can See Clearly Now de Johnny Nash | 3:07  |
| 9.  | 2 Deep                                              | Lovely Is Today d'Eddie Harris Funky Drummer de James Brown | 3:38  |
| 10. | 24-7/365                                            | Big Sur Suite de Johnny Hammond | 0:24  |
| 11. | No Shame in My Game                                 | Nautilus de Bob James Sobb Story des Leaders of the New School In the Middle of the River des Crusaders | 3:55  |
| 12. | Conspiracy                                          | High as Apple Pie - Slice II de Charles Wright & the Watts 103rd Street Rhythm Band | 2:48  |
| 13. | The Illest Brother                                  | Paul Revere des Beastie Boys Ghetto Child d'Ahmad Jamal Funky Drummer de James Brown Eric B. Is President d'Eric B. and Rakim When Your Woman Leaves You de Richard Pryor Get Out of My Life, Woman de Bill Cosby                | 4:44  |
| 14. | Hardcore Composer                                   | Straight Out the Jungle des Jungle Brothers (This Is) Detroit Soul de Paul Nero | 3:16  |
| 15. | B.Y.S.                                              | I Got Some de Sugar Billy Garner The Rebel de Marley Marl featuring Tragedy La Di Da Di de Doug E. Fresh et Slick Rick | 3:06  |
| 16. | Much Too Much (Mack a Mil)                          | Gimme Some More des J.B.'s | 3:31  |
| 17. | Take Two and Pass                                   | Frantic Moment d'Eddie Hazel Juice Crew All Stars des Juice Crew All Stars | 3:15  |
| 18. | Stay Tuned                                          | Please Stand By de Don Pardo I Wanna Hear From You des Ohio Players | 2:31  |

| 19. | Dwyck (Mix #1) (featuring Nice & Smooth) | 4:13 |